# Messier 32
Messier 32 (M32, auch als NGC 221 oder Andro-Beta bezeichnet) ist eine elliptische Zwerggalaxie mit den Abmessungen 8,5' × 6,5' und der scheinbaren Helligkeit von 8,1 mag im Sternbild Andromeda. Halton Arp gliederte seinen Katalog ungewöhnlicher Galaxien nach rein morphologischen Kriterien in Gruppen. Diese Galaxie gehört zu der Klasse Galaxien mit diffusen Gegenarmen.
M32 ist ein Begleiter der Andromedagalaxie (M31) und somit Teil der lokalen Gruppe. Wegen relativ geringer Flächenhelligkeit ist sie in kleinen Teleskopen nur schwierig beobachtbar. Messier 32 ist 2,3 Millionen Lichtjahre entfernt, hat einen Durchmesser von rund 8000 Lichtjahren und hat eine Masse von etwa 3 Milliarden Sonnenmassen. In der Nähe des Zentrums von M32 werden mit 5000 Sonnen je Kubikparsec Sternendichten wie in der Zentralregion der Andromeda-Galaxie erreicht. Auch die Masse der Zentralregion ist mit 100 Millionen Sonnenmassen dem Zentralgebiet der Andromeda-Galaxie ähnlich.
Vor etwa zwei Milliarden Jahren hat die Andromeda-Galaxie sich den größten Teil von M32 einverleibt. Die Sonnenmasse vor diesem Ereignis wird auf 25 Milliarden geschätzt.
Messier 32 wurde am 29. Oktober 1749 von dem französischen Astronomen Guillaume Le Gentil entdeckt.

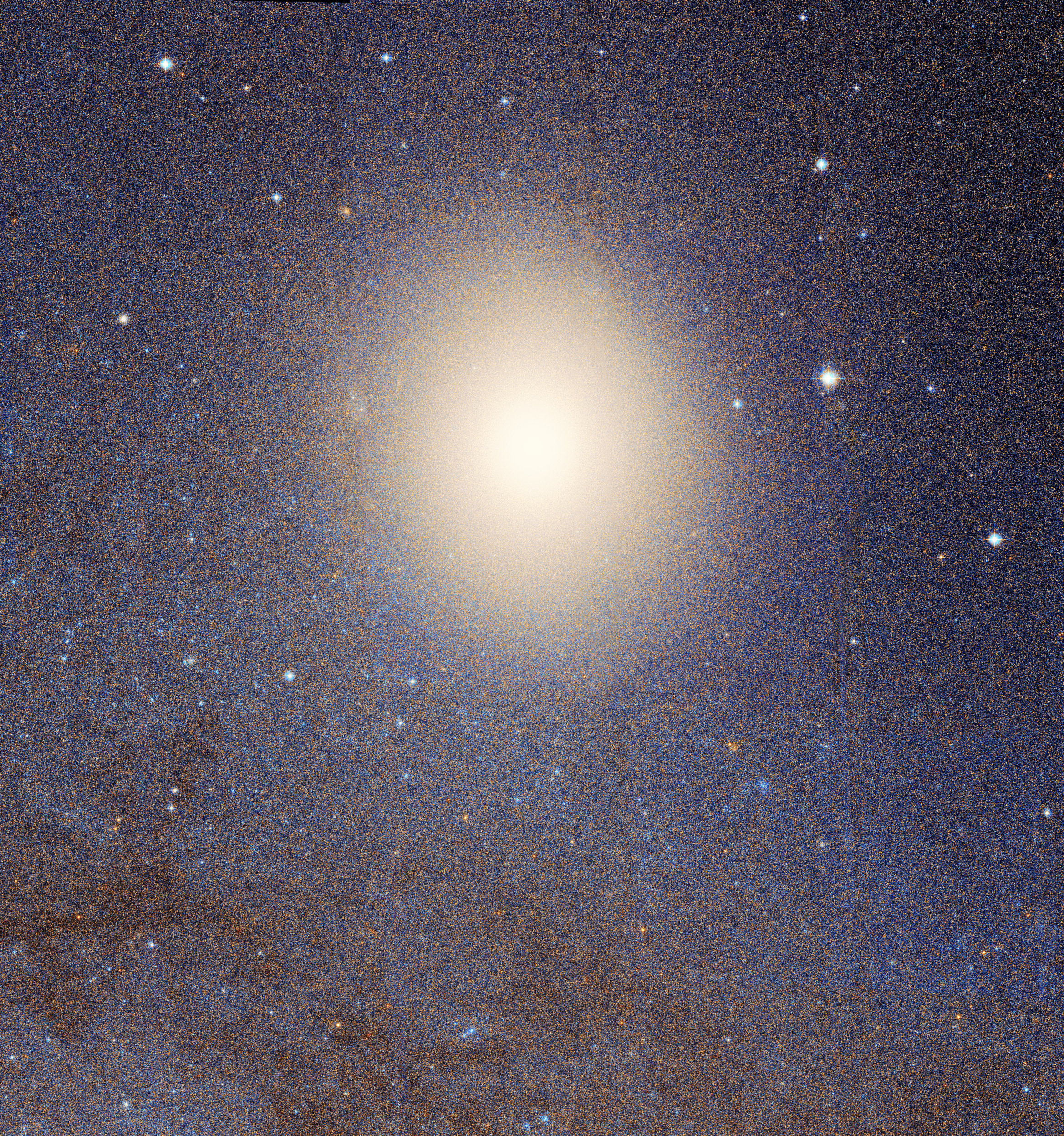
Aufnahme mithilfe des Hubble-Weltraumteleskops aus dem Programm Panchromatic Hubble Andromeda Southern Treasury (PHAST)
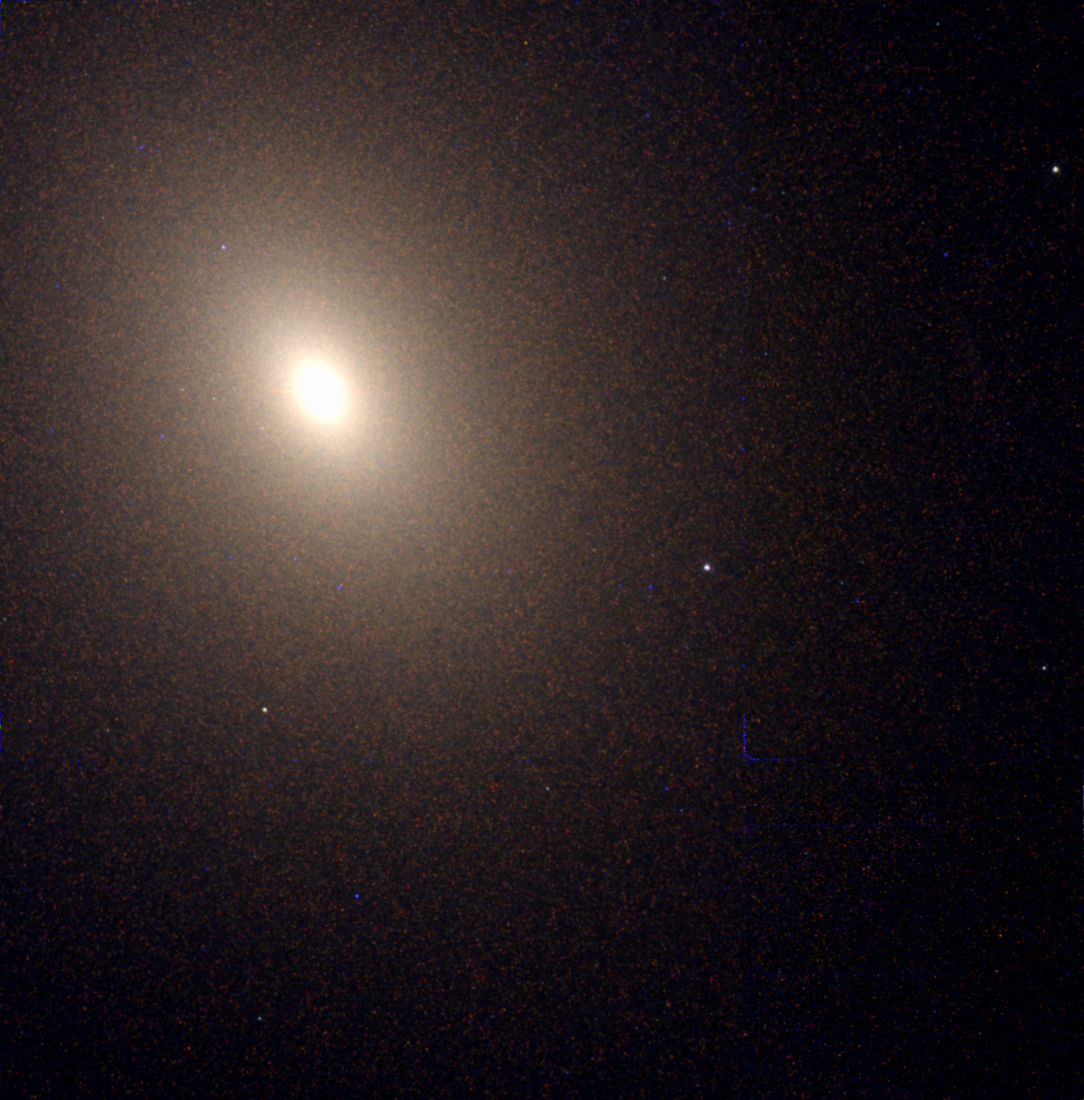
Aufnahme des zentralen Bereich der Galaxie M32 mithilfe des Hubble-Weltraumteleskops, WFPC2
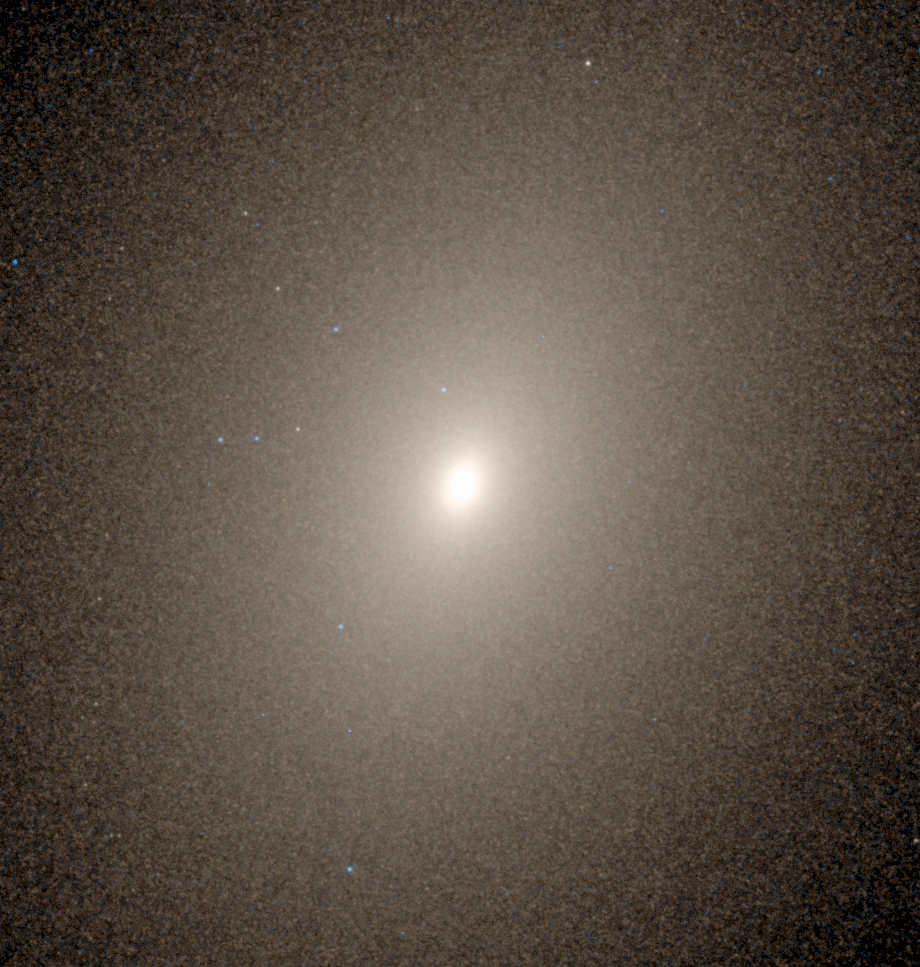
Aufnahme des zentralen Bereich der Galaxie M32 mithilfe des Hubble-Weltraumteleskops, WFC3